# Órbita elíptica

Um pequeno corpo no espaço, orbitando um outro maior (como um planeta ao redor do Sol) numa trajetória elíptica, estando o corpo maior localizado num dos focos da elipse.

Uma órbita elíptica, em astrodinâmica ou mecânica celeste, é uma órbita kepleriana, com uma excentricidade orbital menor que 1. Isso inclui o caso especial de uma órbita circular, com excentricidade igual a zero. De um ponto de vista bem específico, é uma órbita Kepler com excentricidade maior que 0 e menor que 1 (excluindo assim, a órbita circular). Já de um ponto de vista mais amplo, é uma órbita kepleriana com energia orbital específica negativa. Isso inclui a órbita elíptica radial, com excentricidade igual a 1.

## Elíptica radial
Uma trajetória radial pode ser um segmento de duas linhas, que seria uma anomalia de uma elipse com o eixo semi menor = 0 e excentricidade = 1. Apesar da excentricidade ser 1, esta não é uma órbita parabólica. A maioria das propriedades e fórmulas de órbitas elípticas se aplicam, no entanto, a órbita não pode ser aberta. A órbita elíptica radial é uma órbita aberta correspondente à parte da anomalia da elipse a partir do momento em que os corpos se tocam e se afastam até que se toquem novamente. No caso de pontos de massa, uma órbita completa é possível, começando e terminando com uma característica singular: as velocidades no início e no fim são infinitas em direções opostas e a energia potencial é igual a menos infinito. A trajetória elíptica radial é a solução para o problemas de dois corpos que em algum instante estão com velocidade zero, como no caso de um objeto em queda livre (desprezando a resistência do ar).[carece de fontes?]